# Microeciella plana
Microeciella plana är en mossdjursart som först beskrevs av Florence, Hayward och Gibbons 2007.  Microeciella plana ingår i släktet Microeciella och familjen Oncousoeciidae. Inga underarter finns listade i Catalogue of Life.